# Giftig (Band)
Giftig ist eine deutsche Alternative-Rock-Band aus Leverkusen.

## Bandgeschichte
Die Band gründete sich 2001 um Karina, Dirk Ulrich, Jojo und Paul. 2001 wurden sie Wochensieger beim SWR3 Rookies Contest. Im darauffolgenden Jahr drehte die Band ihre erste unplugged Live DVD. 2004 war Bassist Jojo in der Pseudo-Doku Die Abschlussklasse 04/05 auf ProSieben und VIVA zu sehen.
Im Jahr 2004 waren sie Finalisten bei der Popakademie Baden-Württemberg und Gewinner des Die Happy Win & Sing Contests. Also durfte Karina live ein Duett mit Marta von Die Happy auf deren Unplugged-Tour absolvieren. Außerdem spielten sie mit vielen anderen Bands zusammen u. a. mit 4Lyn. 2004 erschien außerdem der Song Drowning auf dem Sampler All Freaks – Alternative Vol.1 von Netmusiczone Records.
2006 unterschrieb Giftig bei EMI Publishing Hamburg. Unter anderen arbeiteten an ihrem Debüt-Album Dirk Riegner, der bereits mit HIM, den Guano Apes und Oomph! zusammengearbeitet hat und Frank Bornemann, der auch schon mit den Guano Apes gearbeitet hatte. Das Album wurde jedoch von Dirk Ulrich im Brainrox Studio gemischt und gemastert. Es erschien 2006 unter dem Titel 10.000 Worte auf Brainrox Records, einem Label, das Gitarrist Dirk selbst leitet. Der Vertrieb war bei DELTA Music aus Frechen bei Köln, die mittlerweile in Konkurs gegangen sind. Als Vorabsingle wurde Fallen Angel ausgekoppelt.
Ein für 2010 angekündigtes Album ist bisher noch nicht erschienen. Die Band ist derzeit inaktiv.

## Musikstil
Die Band erinnert musikalisch an ähnliche Alternative-Rock-Bands wie Guano Apes, Die Happy oder Exilia. Die Texte sind gefühlvoll und in deutscher Sprache, die Musik dagegen eher härter, am Metal- und Crossover-Sound der 1990er orientiert und mit modernen Elementen wie Samples und Scratches.

## Diskografie
Alben
- 2006: 10.000 Worte (Brainrox/Delta Entertainment)

Singles
- 2005: Fallen Angel (Brainrox Records)